# Netelia atra
Netelia atra är en stekelart som beskrevs av Valentina I. Tolkanitz 1999. Netelia atra ingår i släktet Netelia och familjen brokparasitsteklar. Inga underarter finns listade i Catalogue of Life.